# Каравелла (отряд)
«Караве́лла» — разновозрастный отряд, созданный 2 июля 1961 года в Свердловске писателем В. П. Крапивиным и группой детей. До 1990-х годов имел официальное название «Пресс-центр и парусная флотилия журнала “Пионер”».
В 1965 году шефство над «Каравеллой» взял журнал «Пионер». Основные направления «Каравеллы» — морское дело, журналистика, фехтование, история флота. Ранее отряд имел статус пионерской дружины, пресс-центра и парусной флотилии журнала «Пионер». В. П. Крапивин руководил отрядом более тридцати лет, а в нынешнее время во главе «Каравеллы» стоит жена сына писателя Лариса Крапивина. Девиз отряда — исп. Tamborileros, аdelante! («Барабанщики, вперёд!»).
В романе-трилогии «Мальчик со шпагой» литературно описывается внутренняя жизнь отряда.

## Программы отряда «Каравелла»

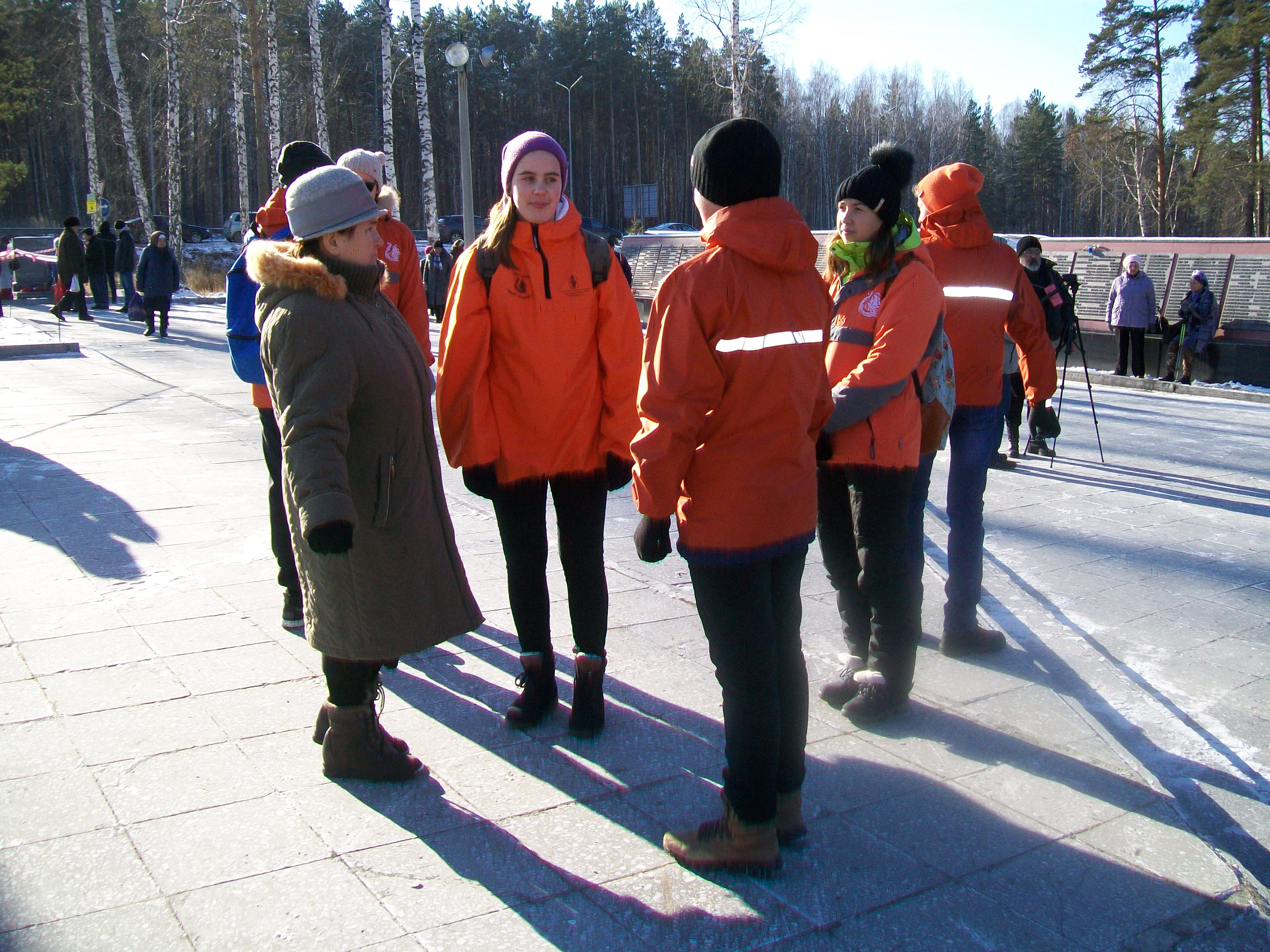
Члены «Каравеллы» в качестве волонтёров в День памяти жертв политических репрессий в Екатеринбурге (29 октября 2017 года)

### КиностудияFIGA
Киностудия работает в отряде «Каравелла» с 1964 года. Аббревиатура FIGA означает «фильмы исторические героические артистические». Вначале фильмы снимали на 8-мм плёнку, позднее (в 1980-х годах) перешли на 16-мм чёрно-белую киноплёнку и магнитную фонограмму. К большинству фильмов были специально написаны песни, а наиболее интересные фильмы впоследствии полностью перемонтировались и переозвучивались. До того времени, как появились видеокамеры, почти все игровые фильмы, которые производила FIGA, были чёрно-белые. Зато цветные эпизоды встречались почти в каждой документальной ежегодной кинохронике.
Список игровых фильмов, снятых киностудией FIGA:
1. Три мушкетёра (1966).
2. Приключения незнайки (1967).
3. Вождь краснокожих (1968).
4. Золушка (1969).
5. Гнев отца (1973).
6. Робин Гуд (1976).
7. Остров сокровищ (1978).
8. На абор-рдаж! (1978).
9. Вратарёнок Чип (1979).
10. Жили-были барабанщики (1980).
11. Мальчишки из картонного города (1983).
12. Хроника капитана Саньки (1984).
13. Три мушкетёра или 20 лет спустя (1986).
14. Манекен Васька (1988).
15. Гугуцэ (1986), бонус к Гугуцэ (1986).
16. Орлиная круча (1994).
17. Сказание о единороге (1997).
18. Ещё одна сказка о золушке (2001).
19. Планета (2002).
20. Приключения Ийона Тихого (2008).
21. Оно само (2008).
22. Тень каравеллы (2021).

### Морское дело
Ныне флотилия насчитывает порядка 34-х яхт трёх классов: «штурман», «кэч» и «гафельная шхуна». Все яхты были построены в отряде «Каравелла» самими детьми и инструкторами.
Проекты яхт «штурман» и «кэч» были разработаны В. П. Крапивиным. Первой яхтой этого класса, спущенной на воду, стала яхта «Экватор». Позднее на Верх-Исетском водохранилище ходили ещё 8 яхт. Далее флотилия обзавелась двухмачтовыми яхтами класса бермудский «кэч» — «Гек Финн» и «Джим», и гафельной шхуной, которая была названа именем «Гаврош». Флотилия постоянно растёт, создаются новые яхты.

### Журналистика
Пресс-центр «Каравеллы» был создан в начале октября 1965 года. 9 ноября 1965 года в Свердловске пресс-центром было получено официальное удостоверение, которое подтверждало статус пресс-центра «Ветер». Материалы пресс-центра выпускаются в двух печатных видах — публикаций во внешней прессе и стенной газеты.
Через каждые 100 номеров стенгазета меняет своё название. Данные изменения связаны с изменениями жизни отряда. Главное условие при выборе названия — связь с жизнью отряда.

### Фехтование
Занятия предназначены для изучения теоретических и практических основ спортивного фехтования по классу рапиры, проведения внутриклубных соревнований и соревнований с дружественными клубами. Изначально занятия по фехтованию в отряде «Каравелла» ведут свои истоки от детских «мушкетёрских» увлечений.

### История флота
Занятия по истории флота проводятся со старшими ребятами отряда. Программа «истории» рассчитана на изучение парусного флота от небольших «лодочек» до крупных фрегатов и бригантин. После курса занятий ребёнок сможет определять тип корабля, время его создания и страну, под чьим флагом он ходил. Кроме того, происходит изучение истории знаменитых морских сражений и символики морского флота.

### Оценки
Деятельность отряда «Каравелла» была отмечена в речи президента России В. В. Путина в марте 2014 года на вручении В. П. Крапивину премии президента в области литературы и искусства за произведения для детей и юношества в Кремле, где было сказано о свердловском отряде «Каравелла», в котором за 53 года «тысячи подростков прошли здесь настоящую школу дружбы, взаимоподдержки и патриотического воспитания».